# Gesneria (bướm đêm)
Gesneria là một chi bướm đêm thuộc họ Crambidae.

## Các loài
- Gesneria centuriella (Denis & Schiffermüller, 1775)
- Gesneria rindgeorum Munroe, 1972